# Villa Imperiale (Gênes)
La Villa Imperiale ou Villa Imperiale Cattaneo est l'une des plus anciennes et des plus prestigieuses villas Renaissance avec parc de la ville de Gênes.
Située dans le quartier de San Fruttuoso, dans la partie orientale du centre historique de Gênes, elle appartient à la commune et est utilisée, avec le parc environnant, comme structure publique et jardin.

## Histoire
Avant que ne s'impose à Gênes le style de l'architecte Galeazzo Alessi, qui allait caractériser la plupart des villas d'Albaro, la Villa Imperiale a longtemps été un modèle de résidence inégalé, composé d'un volume longitudinal complété par d'élégantes loggias d'angle.
Pour construire le manoir, au début du XVIe siècle, on trouve Lorenzo Cattaneo, appartenant à une famille importante liée à la noblesse florentine, qui avait l'intention - selon les usages en vogue à la Renaissance - de construire sa propre résidence, en lien avec la nécessité d'une représentation familiale. Elle fut le siège, à l'époque de la république de Gênes, de réceptions et de banquets pour les empereurs, souverains et nobles accueillis ici par le doge avant l'entrée officielle dans la ville.

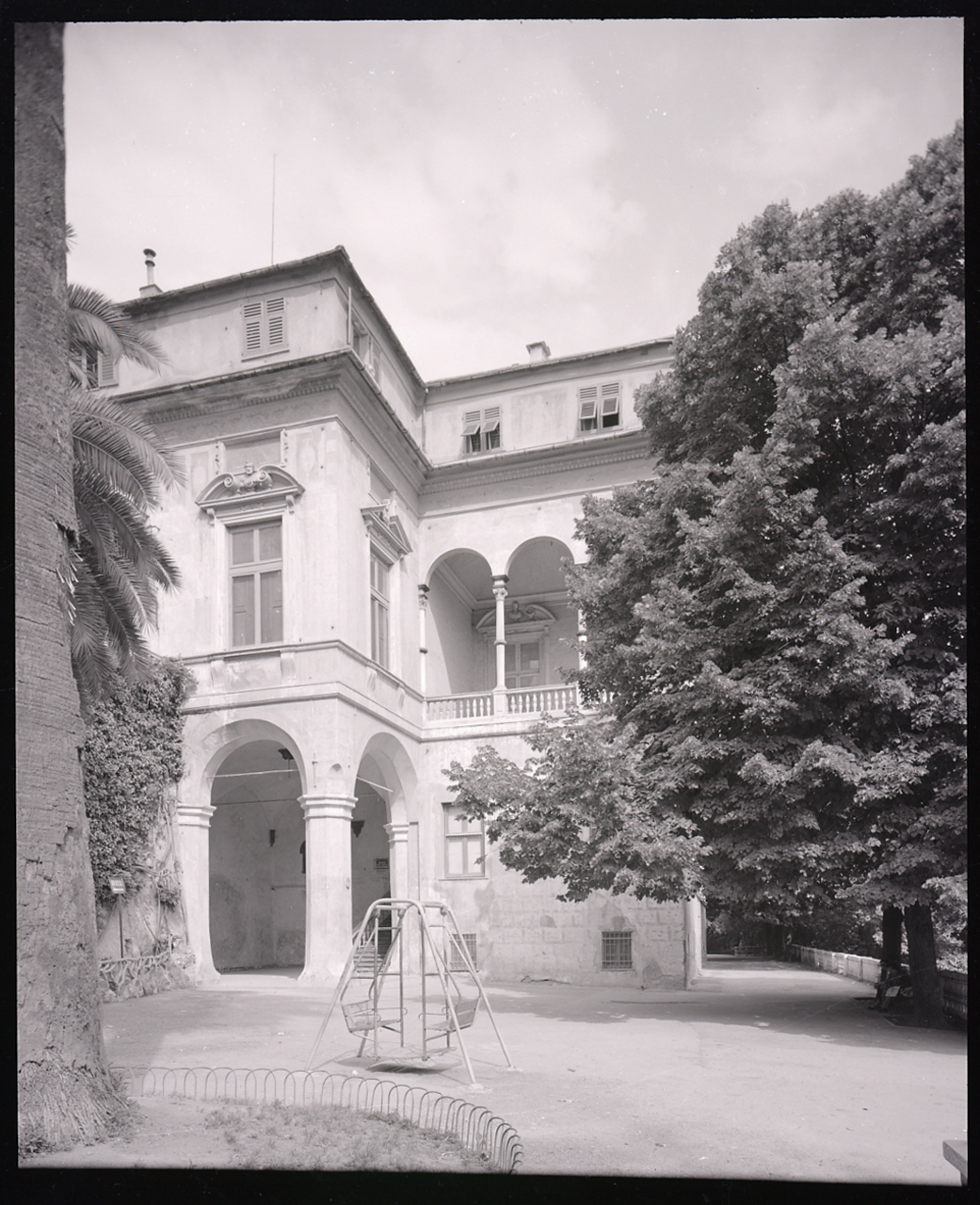
La villa. Photo de Paolo Monti, 1963.
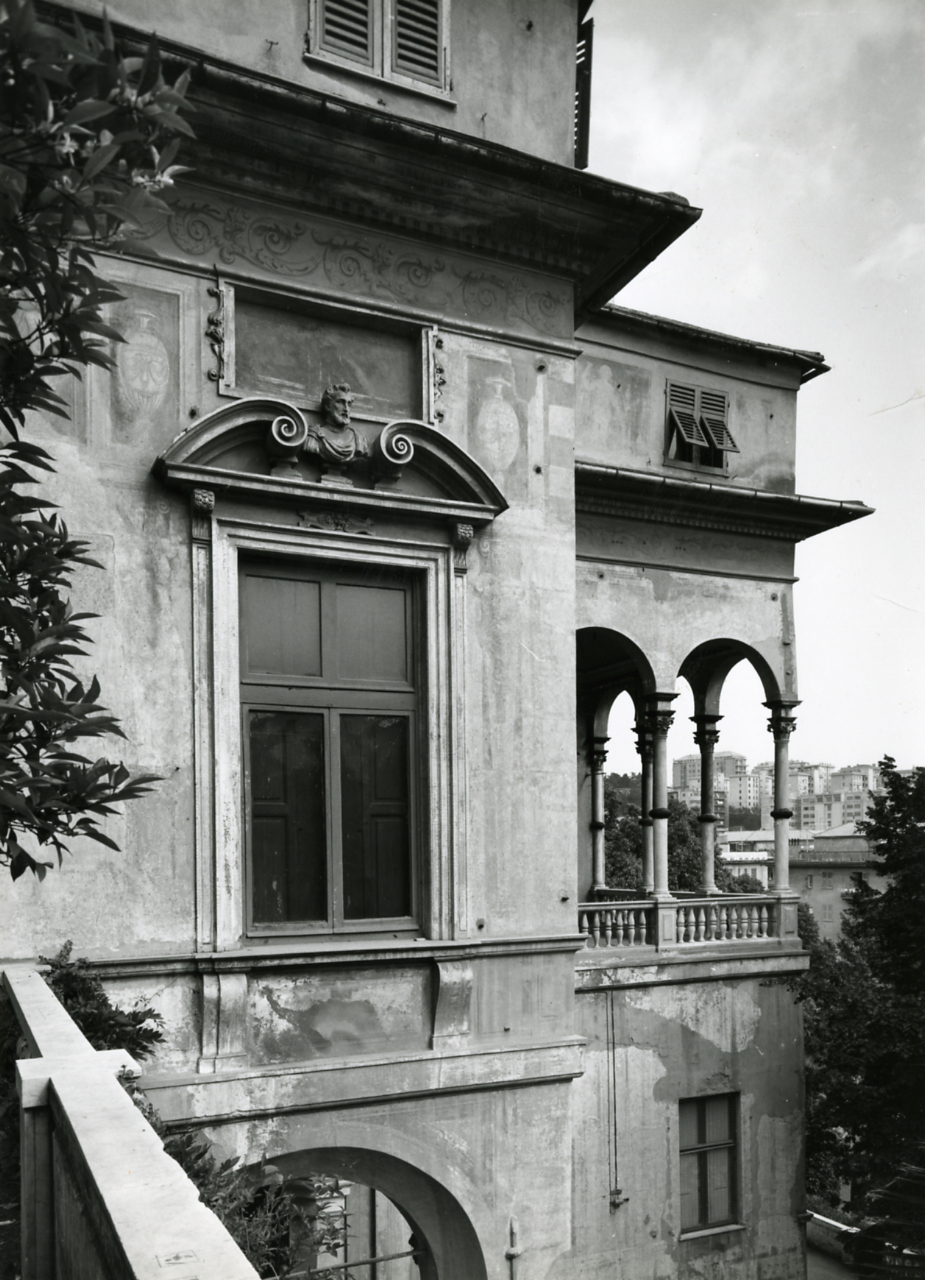
Photo de Paolo Monti, 1963.

Le palais fut effectivement inauguré en 1502 par le roi Louis XII de France, venu visiter Gênes. On raconte que le carrosse du souverain, accompagné d'un long cortège avec la noblesse locale, défila avec magnificence - et accueilli par la foule en liesse - sous la voûte de l'atrium de l'édifice, orné de modillons taillés dans la pierre noire (qui depuis lors portent le blason avec le lys royal de France).
Au XVIIe siècle, le bâtiment passa à la famille Salvago puis à la famille Imperiale - dont le bâtiment conserve encore le nom - qui le conserva jusqu'aux années 1920. Il a finalement été acquis par la Municipalité de Gênes.
La Villa Imperiale a également une grande importance historique pour les Génois. Le long des murs qui l'entourent du côté ouest s'élève une étroite crêuza qui mène à la Villa Migone voisine, à l'époque résidence du cardinal Pietro Boetto, où le soir du 24 avril 1945 le général Günter Meinhold, commandant en chef des troupes allemandes stationnées à Gênes, signe l'acte de capitulation entre les mains de Boetto lui-même et du commandant partisan Remo Scappini, qui mettent fin à la Seconde Guerre mondiale dans la capitale ligure. En 2007, le président de la République Giorgio Napolitano a rendu hommage à Gênes, médaille d'or de la résistance partisane, en visitant la Villa Migone le 25 avril.
La zone a été fortement industrialisée jusque dans les années 1980 puis convertie au secteur tertiaire. Dans les années 1990, l'édifice avait subi une forte dégradation, avec une défaillance structurelle du toit du bâtiment qui a conduit à la fermeture et au transfert des deux bibliothèques. Le bâtiment a ensuite été entièrement rénové, restauré et rendu à son ancienne gloire.
La villa abrite un centre social pour personnes âgées, le siège de la bibliothèque municipale Lercari et, dans le passé, de la bibliothèque internationale Edmondo De Amicis pour enfants ; il y a aussi une école maternelle qui porte le nom de Gianni Rodari. En été, des représentations théâtrales y sont organisées.
À Gênes, il existe une autre villa, presque homonyme et également du XVIe siècle - la Villa Imperiale Casanova, siège ultérieur du Centre de recherche sidérurgique - située à Valpolcevera, à la périphérie nord-ouest de Campi.

## Description

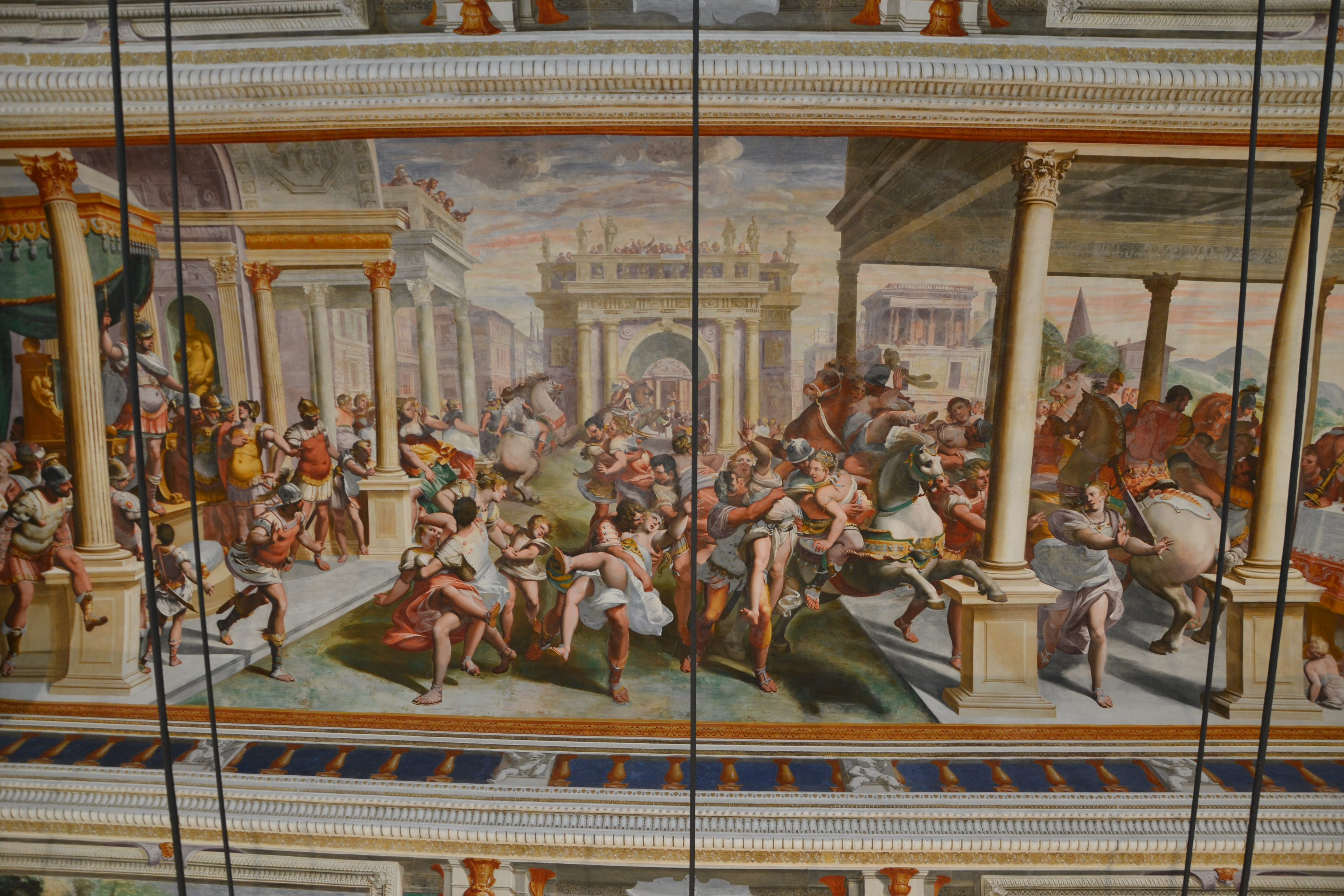
Luca Cambiaso, Rapt des Sabines

Les décorations extérieures originales tendent à donner à la structure un caractère bien défini en harmonie avec les intérieurs finement décorés de fresques du peintre Luca Cambiaso qui, dans la salle principale, a représenté l'Histoire des Sabines avec une extrême vigueur visionnaire. La fresque qui recouvre entièrement la grande voûte a été peinte vers 1565 alors que Cambiaso était au sommet de sa carrière, considéré comme le décorateur le plus célèbre des demeures génoises. Le thème est tiré de l'Histoire de Rome, de Tite-Live. L'épisode choisi pour le panneau central est l'Enlèvement des Sabines : Romulus, de son trône, représenté à gauche, se lève pour donner le signal convenu qui donne lieu au déchaînement des Romains sur les filles des Sabins. Le récit est complété par six autres panneaux qui racontent la suite de l'histoire : La rencontre de Tarpeia avec Titus Tatius, au cours de laquelle la vestale, fille du commandant de la citadelle du Capitole, fut corrompue à l'or par le roi sabin. Le meurtre de Tarpea suit, qui trahit les Romains en permettant aux Sabins de prendre d'assaut la citadelle. Alors les Sabines, se plaçant entre leurs pères et leurs maris, c'est-à-dire les Sabins et les Romains, mettent fin à la guerre et font l'alliance entre les deux peuples. L'histoire s'achève par l'Ascension au Ciel de Romulus et le Couronnement de Numa Pompilius, deuxième roi de Rome, d'origine sabine. Dans les angles, le décor est complété par des Allégories des Arts et des Sciences, représentées avec un illusionnisme de perspective, alternées avec des cariatides peintes. Contrairement aux œuvres précédentes de Cambiaso, ici aucune partie n'est réalisée en stuc, tandis que les cadres et les fausses architectures sont également peints. L'œuvre a immédiatement acquis une renommée notable et a été définie par Anton Raphael Mengs comme la plus Raphaëlesque de Gênes.
Le jardin de la villa est aménagé sur plusieurs niveaux sur des terrasses géométriques situées à mi-hauteur de la colline sur laquelle se développe le parc. Elle fut complétée au milieu du XVIe siècle par un nymphée et enrichie de rampes à balustrades et de longs corridors à pergola. L'aménagement ultérieur avec pelouse à l'anglaise et bois de chênes verts, de cèdres et de cyprès est plus récent et remonte au XIXe siècle.

La villa sur des photos de Paolo Monti, 1963
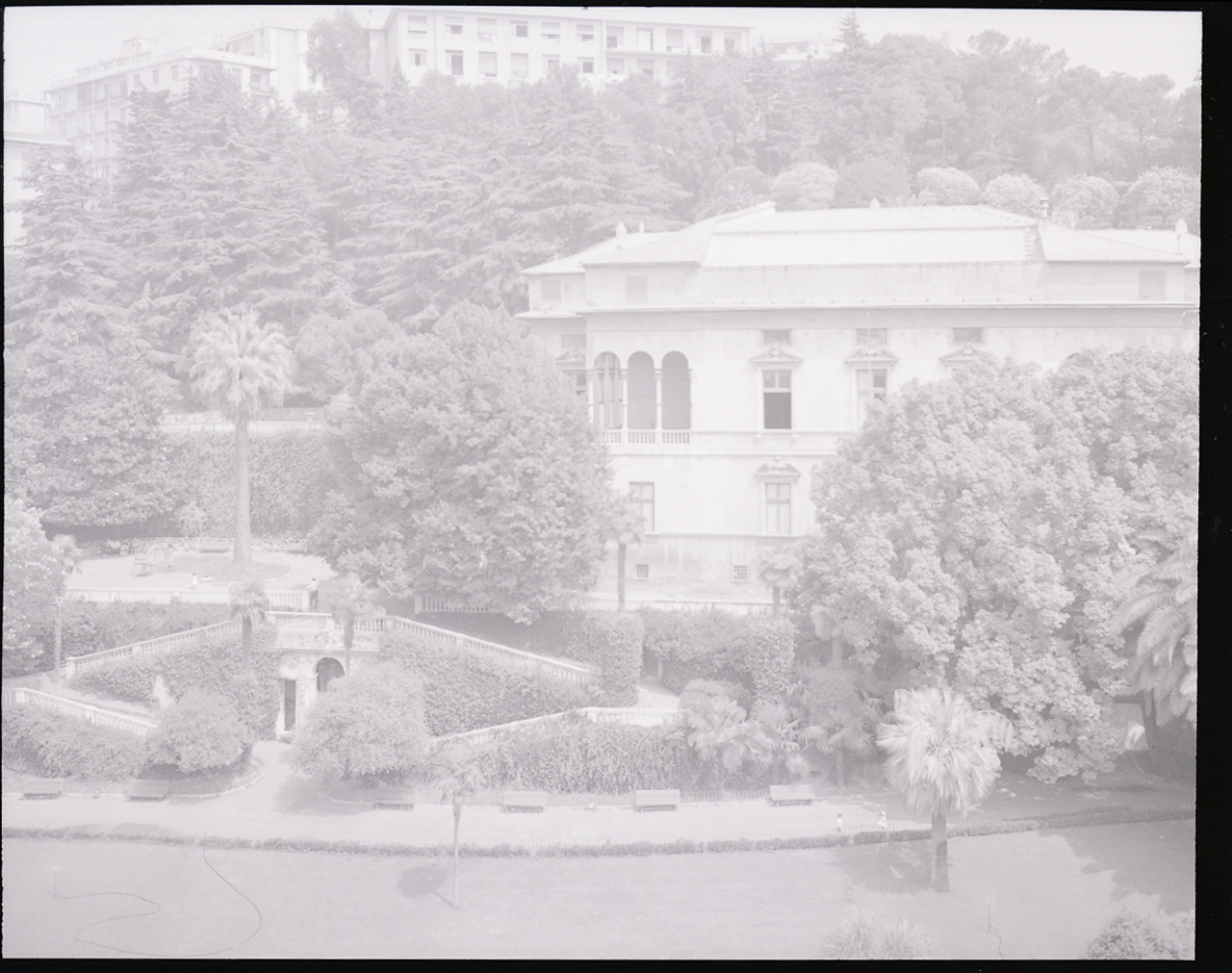
Le jardin
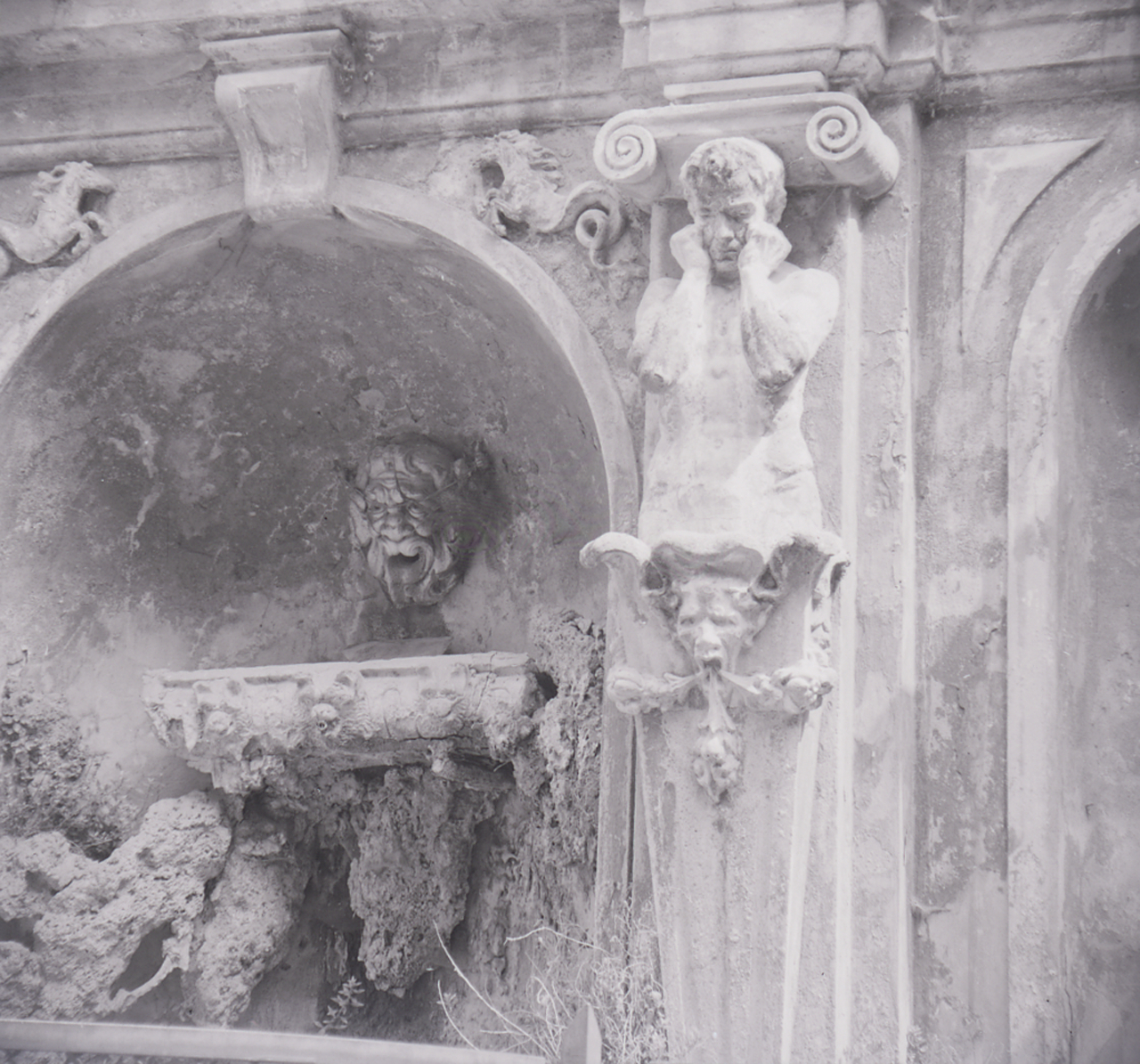
Détail des décorations sculpturales
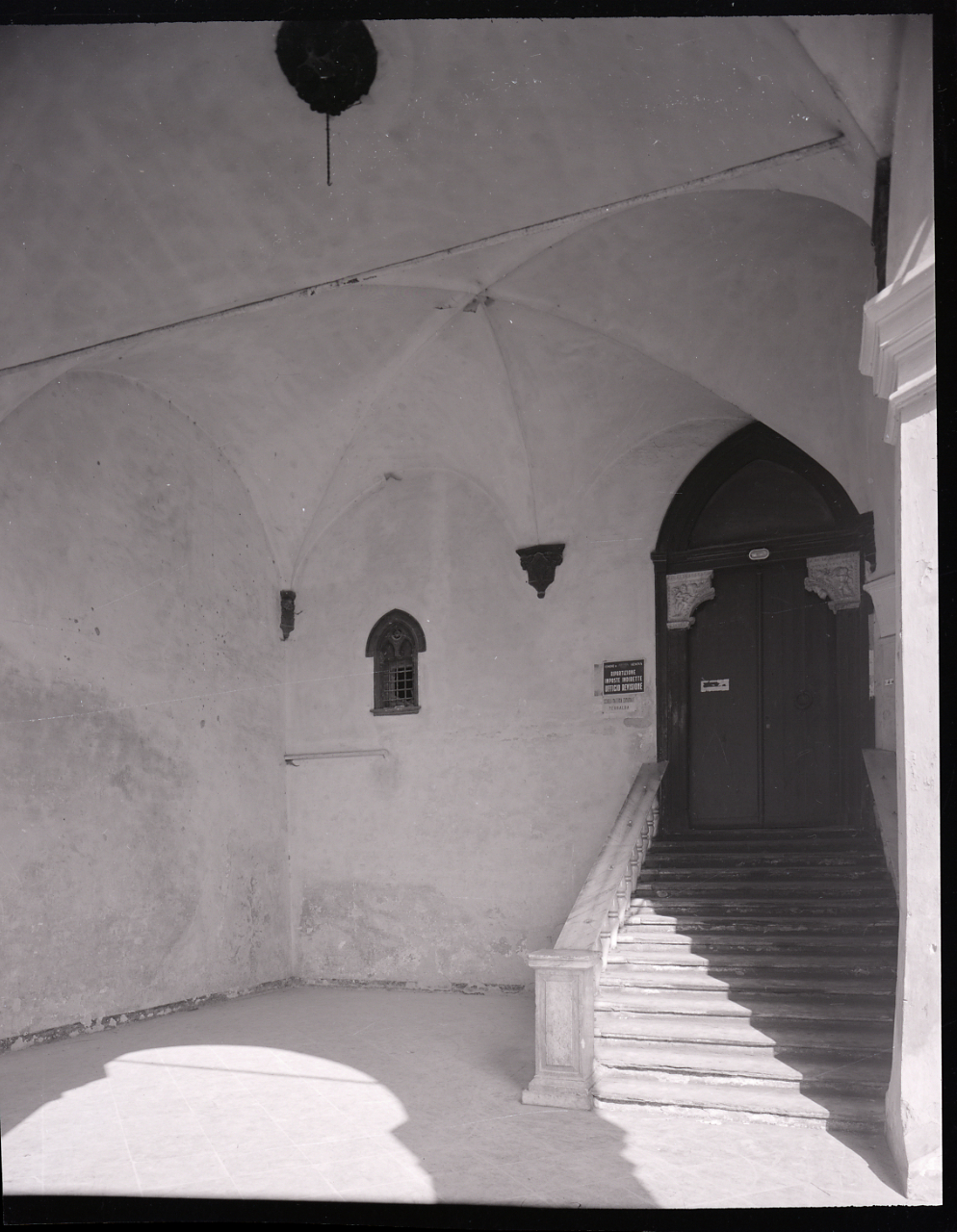
Détail
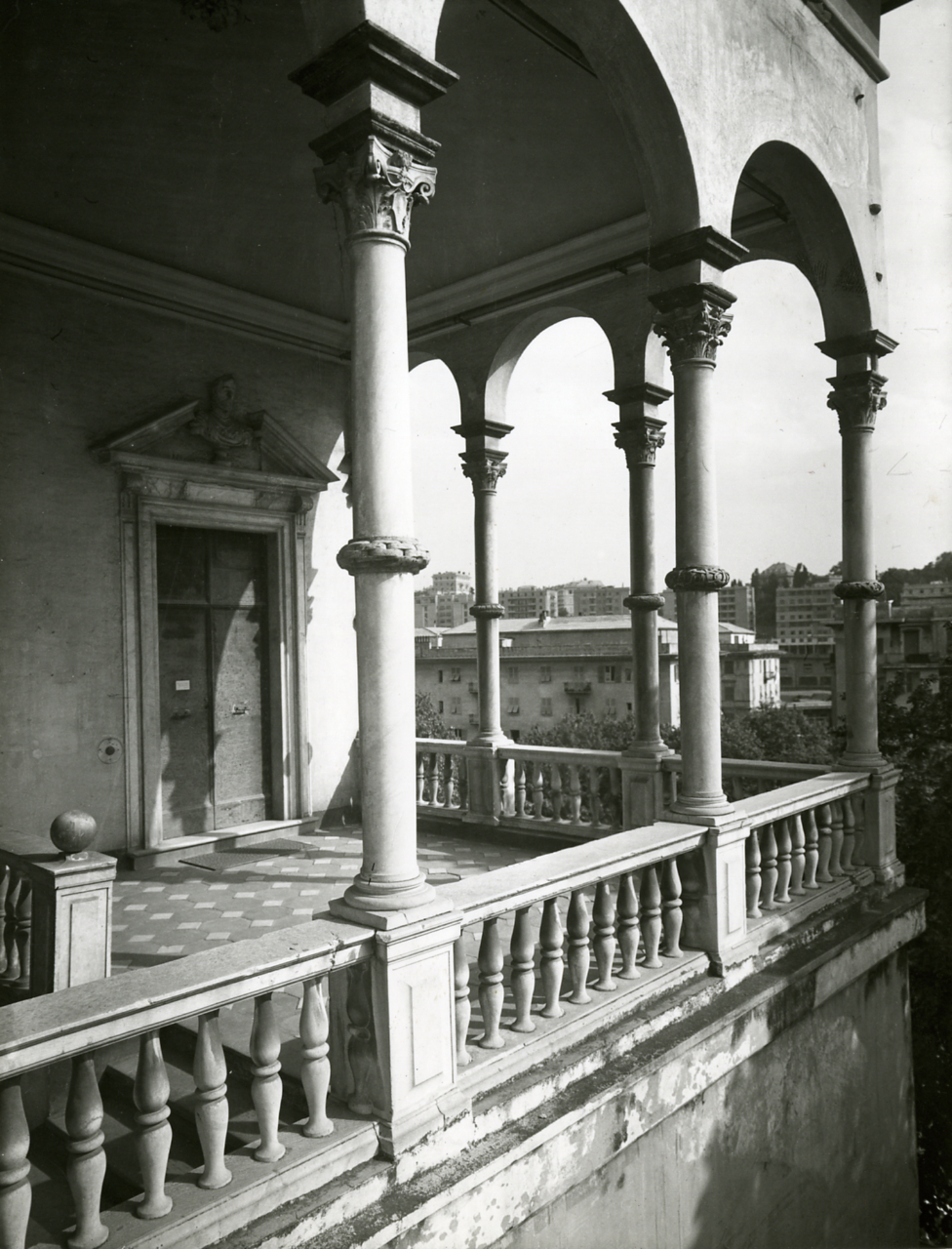
Loggia